# Gattyana globifera
Gattyana globifera är en ringmaskart som beskrevs av Trautzsch in Augener 1933. Gattyana globifera ingår i släktet Gattyana och familjen Polynoidae. Inga underarter finns listade i Catalogue of Life.